# Lyngseidet
Lyngseidet (Norwegisch), Muotki oder Ivgumuotki (Nordsami) oder Muotka (Kven) ist das Verwaltungszentrum der Gemeinde Lyngen in der Provinz (Fylke) Troms, Norwegen. Das Dorf liegt auf einer Landenge, die sich etwa 3 km breit zwischen einem Arm des Ullsfjords und des Lyngenfjords erstreckt.

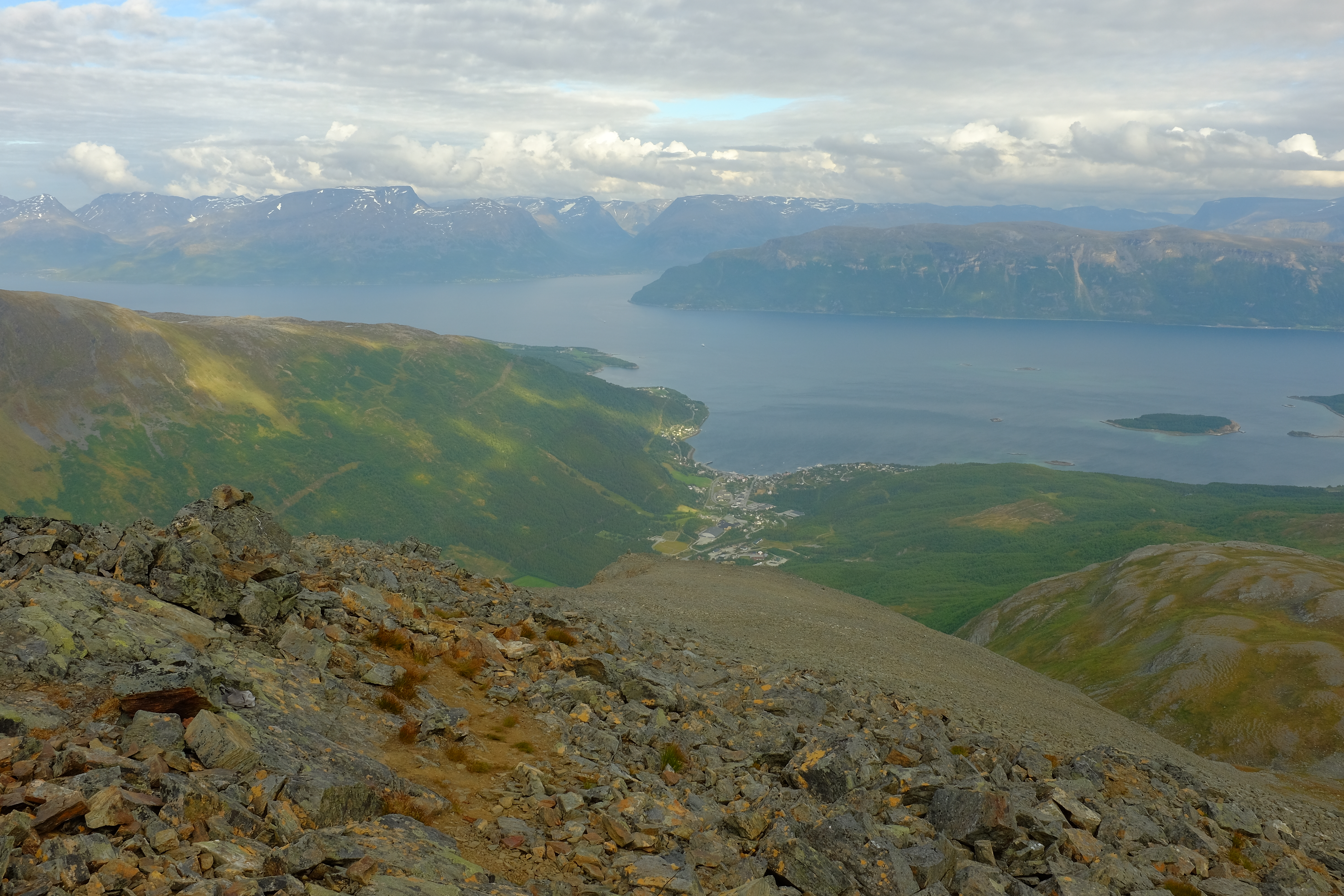
Blick auf Lyngseidet am Fjord Lyngen

Das Dorf beheimatet zwei Lebensmittelgeschäfte, die Lyngen-Kirche, ein Pflegeheim, Schulen, eine Kindertagesstätte, eine Apotheke und eine Bibliothek. Eine 9 Meter hohe Plastikfigur des Weihnachtsmanns namens Gollis befindet sich hier ebenfalls. Lyngseidet liegt 15 km nördlich des Dorfes Furuflaten und 12 km mit der Fähre von Olderdalen in der benachbarten Gemeinde Kåfjord. Das Dorf mit einer Fläche von 0,88 Quadratkilometern (220 Hektar) hat eine Bevölkerungszahl (2023) von 736 und eine Bevölkerungsdichte von 836 Einwohnern pro Quadratkilometer.